# Fiesta de la cosecha

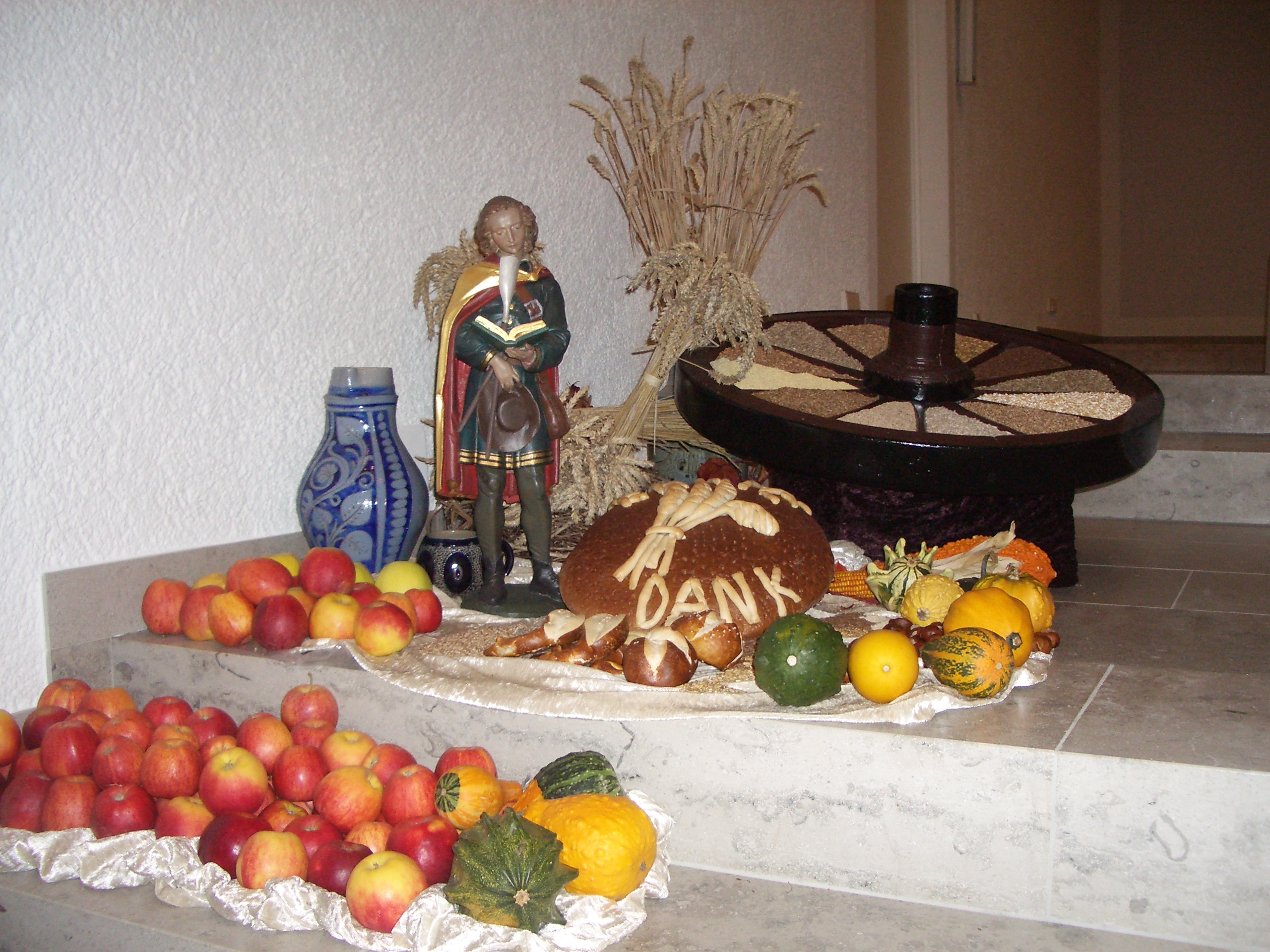
Fiesta de la cosecha

La Fiesta de la Cosecha, que se realiza desde la época medieval para dar gracias a Dios por los alimentos recibidos de la cosecha -que garantizaba durante un año el alimento- hace de esta celebración una de las más longevas de la humanidad.
En el continente europeo la Iglesia católica adoptó el ritual de recolección, al igual que otras costumbres antiguas. En la Edad Media se realizaba pan para la eucaristía, el día 1 de agosto con el primer trigo recogido. La celebración se realizaba tras haber sido completada la recogida de la cosecha en una casa de labor.
Había creencia sobre la existencia del espíritu del trigo, se realizaba un muñeco con la última gavilla de trigo, este muñeco era elevado y llevado a las fiestas con gran ceremonia. Pensando que el espíritu permanecía dentro, al término de las celebraciones era depositado en la casa de labor hasta la celebración el año siguiente.
En la actualidad muchos países de habla inglesa celebran el Día de Acción de Gracias, cuyo origen probablemente provenga de la Fiesta de la Cosecha. Este día festivo es considerado oficial en algunos países y se celebra el primer lunes de octubre o el último de septiembre, agradeciendo los alimentos recibidos. En EE. UU. y Puerto Rico se celebra el cuarto jueves de noviembre y en Canadá el segundo lunes de octubre. En la provincia de Mendoza, Argentina, se celebra el primer sábado de marzo (desde 1936) la Fiesta Nacional de la Vendimia. Esta es la segunda celebración de la cosecha por su importancia.
En el judaísmo se relaciona con la festividad de Sukkot (fiesta de las cabañas).